# Virginia Choquintel
Virginia Ángela Choquintel Napoleón (née Virginia Ángela Choquintel; Río Grande, Tierra del Fuego, le 20 juillet 1942 à Río Grande, et morte le 2 juin 1999) est considérée comme la dernière selk'nam par l'Argentine dans les années 80, bien qu'elle n'ait ni grandi ni vécu au contact des coutumes de son peuple,. Les selk'nam étaient aussi nommés “onas” par le peuple voisin yagan.

## Naissance et enfance
Elle est née à la Mission salésienne "La Candelaria" de Río Grande, où elle fut pupille, effectua sa scolarité et vécut une grande partie de sa vie. Elle a été témoin de la disparition des peuples autochtones fuégiens, qui à l'époque comptaient seulement quelques individus survivants du génocide selk'nam, du métissage et des maladies importées par les colons.
De son enfance elle n'a que de très vagues souvenirs. Elle se souvient que son père, Natalio Choquintel, qui habitait dans une maison de la Mission salésienne, venait la chercher tous les soirs pour se promener à cheval. De sa mère, Magdalena Saenes, elle ne se rappelle rien puisqu'elle a succombé aux maladies apportées par les colons lorsqu'elle avait seulement 4 ans. Elle est décédée en 1946.

## Vie privée
Durant sa jeunesse elle déménage à Ramos Mejía, Buenos Aires avec son amie Sonia Navarro, qu'elle aide à élever ses enfants et petits-enfants, formant avec elle une famille qui l'a accueillie en son sein. Dans les années 80 elle rencontre celui qui fut son grand amour et époux, Nino Napoléon, un Italien beaucoup plus âgé qu'elle et avec lequel elle ne réussit pas à avoir d'enfants. Cette même décennie elle est reconnue comme l'une des dernières Selk'nam existantes.
En évoquant ses souvenirs, Virginia Choquintel mentionne que « nous devions savoir chanter l'hymne national du Chili et de l'Argentine, à la Mission. [...] Peut-être parce qu'il y avait des élèves chiliens. Et ils nous faisaient faire le petit drapeau chilien. Et nous chantions la messe en latin, aussi bien que les repons. Nous, les filles de María Auxiliadora, nous allions à l'école nº2 parce qu'il n'y avait pas encore de maîtresses. Une soeur nous y conduisait et nous ramenait. [...] La tristesse me pèse de n'avoir personne de mon sang. Parce que j'en ai besoin. Parfois je discute seule. J'aimerais être avec Ángela [(Loij)  (1900 - 1974)] et prendre soin d'elle et elle prendrait soin de moi. Peu importe. Je ne sais pas quel âge elle aurait elle. Elle était ma marraine de baptême ».
Dans un entretien réalisé avec Margarita Maldonado, selknam de quatrième génération (lignée maternelle), celle-ci témoigne qu'elle a connu Virginia quelques années avant sa mort: « avec Pepe, mon époux, nous venions la chercher pour se promener en voiture avec don Segundo Arteaga lors d'une parade, en 1997, nous la conduisions en voiture, parce qu'elle ne pouvait pas marcher, et elle saluait la foule... On aurait dit une reine... Lorsqu'elle mourut, nous l'avons veillée au Conseil Délibérant. Elle est inhumée dans le cimetière de Rio Grande. Elle était toute de paix et d'amour. Elle avait l'habitude de nous raconter ses aventures amoureuses, qu'elle sortait beaucoup danser lorsqu'elle était à Buenos Aires... Malgré le fait d'avoir eu une vie tellement triste... Elle a reçu beaucoup d'amour de notre part... Et elle se sentait heureuse avec son époux, Nino ».

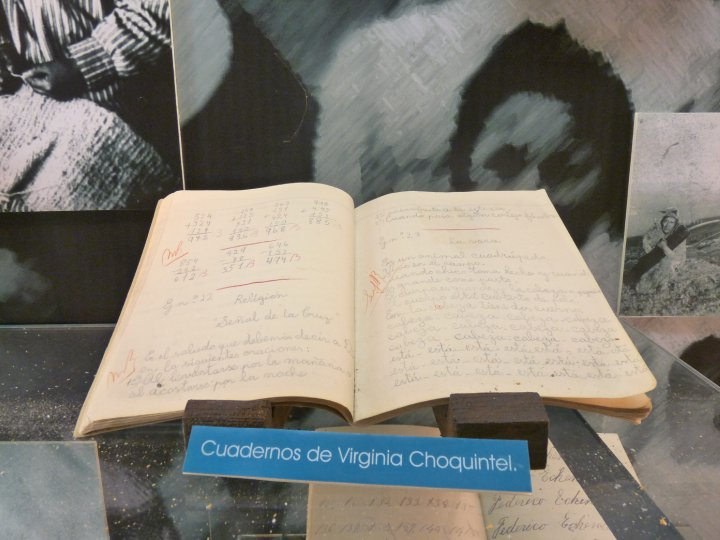
Image du cahier de premier degré de Virginia Choquintel dans le Musée de la mission salésienne, Rio Grande

## Retour à Rio Grande
En 1989 elle est déclarée Citoyenne Illustre. La Municipalité de Rio Grande et l'Action Sociale de Terre de Feu lui donnent une maison dans le quartier Chacra II et une pension. Elle s'installe ainsi dans cette ville avec son époux déjà très âgé et qui souffre de diabète.

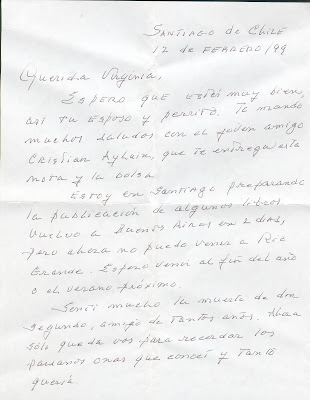
Lettre écrite par la chercheuse Anne Chapman à Virginia Choquintel

## Dernières années
La cécité à la suite de la mort de son époux Nino est dévastatrice pour Virginia. Ceci, ajouté à la difficile charge d'être la dernière survivante pure de son peuple, la conduit vers une grande dépression et l'alcoolisme.
Elle décède un 2 juin chez elle et est inhumée avec son époux.
À Rio Grande, la communauté de descendants de son groupe lui rend ensuite une série d'hommages accompagbés de revendications,.

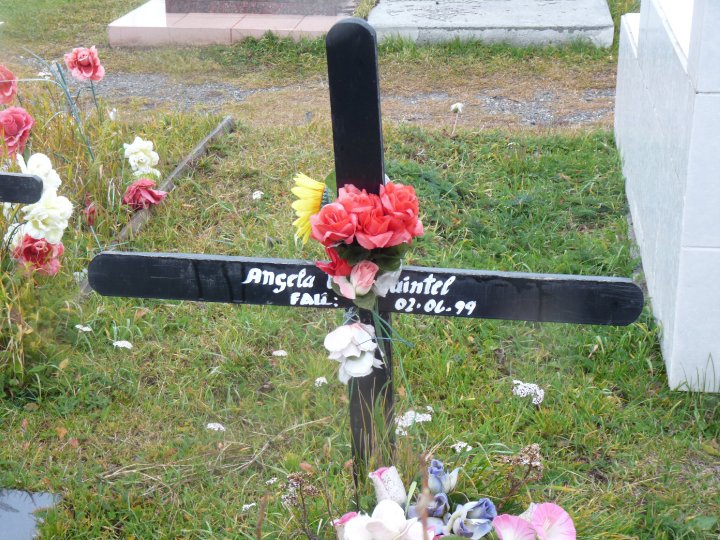
La tombe de Virginia Choquintel dans le cimetière de Rio Grande.

## Hommage
En sa mémoire, un musée de Rio Grande porte son nom,.